# 코메리카 센터
코메리카 센터(영어: Comerica Center)는 미국 텍사스주 프리스코에 위치한 실내 경기장이다.  G 리그 텍사스 레전즈의 홈경기장으로 사용되고 있다. 